# Поснов, Михаил Эммануилович
Михаил Эммануилович Поснов (7 января 1873, село Протасьев Угол, Сапожковский уезд, Рязанская губерния, — 13 октября 1931, София) — русский библеист, историк христианской Церкви.

## Биография
Родился 7 января 1873 года в селе Протасьев Угол в купеческой семье.
Обучался в Киевской духовной академии, по окончании преподавал в ней библейскую историю.
С 1 октября 1898 года — преподаватель Богуславского духовного училища.
В 1908 году стал приват-доцентом Киевского университета по кафедре истории Церкви. С 1910 года преподавал в Киевской духовной академии Священное Писание Нового Завета. В 1913 году стал профессором кафедры истории древней Церкви Киевской академии.
После революции 1917 года эмигрировал, с 1919 года и до смерти был профессором догматики и церковной истории в Софийской духовной академии, профессором церковной истории Софийского университета, а также в Пастырско-богословском училище св. Кирика в Горноводенском монастыре Пловдивской епархии.

## Семья
Супруга: Елена Григорьевна — жила и скончалась в Софии, Болгария
Дочь: Ирина Поснова — основатель и руководитель издательства Жизнь с Богом в Брюсселе, Бельгия
Сын: Валентин — жил и скончался в Софии, Болгария

## Сочинения
- Идея Завета Бога с израильским народом в Ветхом завете: Опыт богословско-философского обозрения истории израильского народа (магистерская диссертация, 1898).
- Взаимодействие двух факторов в истории израильского народа — божественного и человеческого (1903).
- К вопросу об учреждении богословских факультетов (1906).
- Иудейство (к характеристике внутренней жизни еврейского народа в послепленное время) (1906).
- К вопросу об источниках христианского вероучения и задачах его (1906).
- О судьбах библейского Израиля (1907).
- Первая христианская община и коммунизм (1909).
- Новые типы построения древней истории Церкви (1909).
- О личности основателя христианской церкви (1910).
- Евангелие Иисуса Христа и Евангелие апостолов о Христе (1911).
- Гностицизм II века и победа христианской церкви над ним (докторская диссертация, 1917).
- Самарийские маги — христианские ересиархи (1917).
- Митрополит Антоний как православный богослов-догматист (1929).
- История христианской церкви (до разделения церквей — 1054 г.).